# Janusz Dorosiewicz
Janusz Dorosiewicz (ur. 1939) – polski producent filmowy, architekt i działacz społeczny. Honorowy Obywatel Miasta Stołecznego Warszawy.

## Życiorys
W latach 1992–1998 pełnił funkcję dyrektora Centralnego Wojskowego Klubu Sportowego Legia (CWKS). Był założycielem dwóch fundacji, w ramach których przyczynił się do powstania w Warszawie: pomnika Ronalda Reagana, pomnika „Solidarności” oraz pomnika Kazimierza Deyny. 
Był producentem filmu Psy 2. Ostatnia krew i koproducentem jego kontynuacji Psy 3. W imię zasad. Był również producentem filmów: Szamanka (1996), Słodko gorzki (1996) oraz To my, rugbiści (2000).
6 lipca 2023 roku, Rada miasta stołecznego Warszawy jednogłośnie poparła pomysł nadania tytułu Honorowego Obywatela Miasta Stołecznego Warszawy Januszowi Dorosiewiczowi i Juliuszowi Kuleszy. Nadanie tytułu miało miejsce w trakcie uroczystej sesji Rady Miasta w dniu 31 lipca 2023 roku.